# Valdemarsvik (comune)
Valdemarsvik è un comune svedese di 7 789 abitanti, situato nella contea di Östergötland. Il suo capoluogo è la cittadina omonima.

## Località
Nel territorio comunale sono comprese le seguenti aree urbane (tätort):
- Gusum
- Ringarum
- Valdemarsvik